# Marco Fúrio Camilo (cônsul em 8)
Marco Fúrio Camilo (em latim: Marcus Furius Camillus) foi um senador romano da gente Fúria eleito cônsul em 8 com Sexto Nônio Quintiliano e conhecido por sua amizade com o imperador Tibério.

## Carreira
Nada se sabe sobre o primeiros anos de sua carreira antes de seu consulado em 8. Depois disto, foi procônsul da África e herdou o comando da guerra contra o rebelde númida Tacfarinas, um conflito muito difícil porque as tribos da região não viviam em cidades que podiam ser atacadas pelos romanos. Camilo teve que lutar uma guerra de guerrilha, mas os rebeldes ofereceram forte resistência. Incrivelmente para um homem sem experiência militar anterior, Camilo conseguiu uma vitória completa, o que lhe valeu um elogio público do imperador e a ornamenta triumphalia.
Nas palavras de Tácito, "pela primeira vez em séculos um membro da família Fúria conseguiu fama militar". É uma referência ao famoso general Marco Fúrio Camilo, considerado o "segundo fundador de Roma", famoso no começo do século IV a.C..

## Família
Lívia Medulina, uma noiva do futuro imperador Cláudio supostamente por iniciativa de Tibério, era filha de Camilo. Contudo, ela morreu no dia do casamento em 9 ou 10. Camilo também foi pai biológico de Lúcio Arrúncio Camilo Escriboniano, cônsul em 32, adotado por Lúcio Arrúncio, o Jovem e reponsável pela primeira grande revolta contra Cláudio quando era governador da Dalmácia em 42, e de Marco Fúrio Camilo, admitido entre os irmãos arvais em 37.